# El Villar de Arnedo
El Villar de Arnedo es un municipio de la comunidad autónoma de La Rioja (España).

## Geografía
Integrado en la comarca de Rioja Baja y en la subcomarca de Calahorra, se sitúa a 36 kilómetros de Logroño. El término municipal está atravesado por la carretera nacional N-232, entre los pK 369 y 373, además de por la carretera autonómica LR-123, que permite la comunicación con Arnedo y Lodosa, y por una carretera local que conecta con Pradejón. El relieve del municipio es predominantemente llano, con algunas elevaciones aisladas, destacando además por el oeste el barranco de las Costeras, que hace de límite con Ausejo. La altitud oscila entre los 510 metros al oeste y los 360 metros a orillas de un arroyo al este. El pueblo se alza a 429 metros sobre el nivel del mar. 
| Noroeste: Ausejo     | Norte: Pradejón | Noreste: Pradejón |
| Oeste: Ausejo y Ocón |                 | Este: Pradejón    |
| Suroeste: Tudelilla  | Sur: Tudelilla  | Sureste: Arnedo   |

## Historia
El Villar de Arnedo es más antiguo de lo que parece, así lo atestiguan los restos arqueológicos encontrados: un taller de sílex en las Costeras (1500-3000 años antes de Cristo), Cerámicas celtibéricas y romanas en la Era Alta y en el muro de las bodegas, las costeras, la Nava, La Noguera, el Calvario Hornos de cerámica y restos de villas romana en Promediano, cerca de la estanca, La Maja, El Altillo de la Mina y La Noguera.
También se han encontrado sílex tallados, hacha pulida, cerámica sigillata, vasijas, molde para cerámica con Dafnís y Cloe, personajes de la mitología Griega del siglo III-Iy varias monedas romanas, una de Agripa (siglo II a. C.).
Fundado en la Edad Media por colonos de Arnedo, se le aplicó el "FUERO ARNEDIANO" - formó parte del señorío de los Fernández de Velasco (condes de Nieva y duques de Frías). El 15 de agosto de 1689, el Rey Carlos II le otorgó la calidad de Villa. En un momento situado entre los años 1790 y 1801 el Villar de Arnedo pasa a integrarse en la Real Sociedad Económica de La Rioja que fue una de las sociedades de amigos del país que se fundaron en España en el siglo XVIII durante la ilustración.

## Geografía humana

### Demografía
Cuenta con una población de 617 habitantes (INE 2024).
| Gráfica de evolución demográfica de El Villar de Arnedo entre 1842 y 2021                                                                                                |
| |
| Población de derecho según los censos de población del INE Población de hecho según los censos de población del INEEn este censo se denominaba Villar el de Arnedo: 1842 |

## Vías y accesos
El Villar de Arnedo cuenta con una comunicación excepcional al hallarse en plena carretera nacional N-232, paralela al curso del río Ebro y una de las carreteras más concurridas de La Rioja. La N-232 comunica El Villar de Arnedo con ciudades como Alfaro, Calahorra, Logroño o Haro, y con pueblos vecinos como Ausejo.
A través de la L-123, El Villar de Arnedo enlaza con otras localidades vecinas como Pradejón, Tudelilla y Arnedo. 

## Lugares de interés

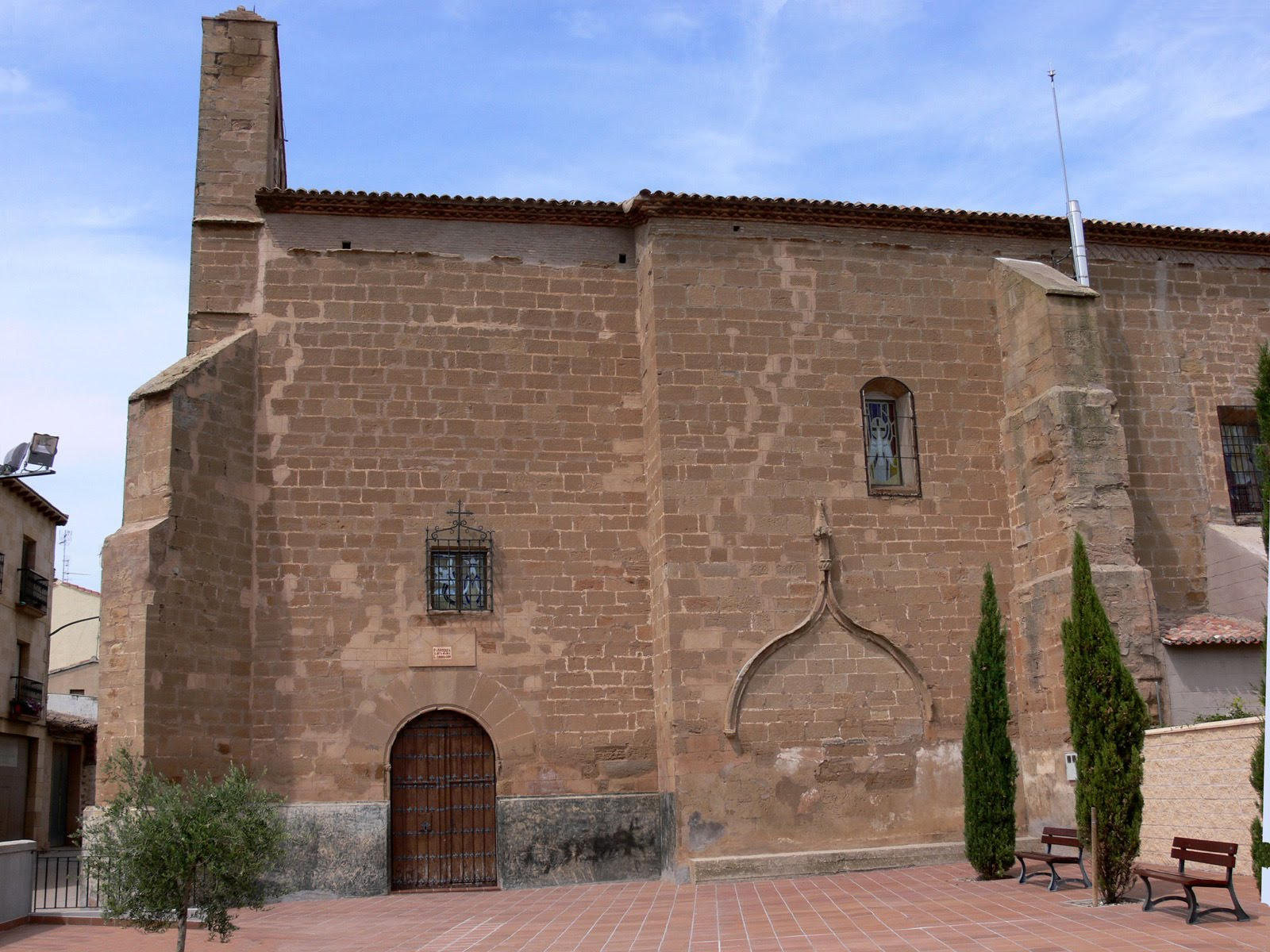
Iglesia de Santa María.

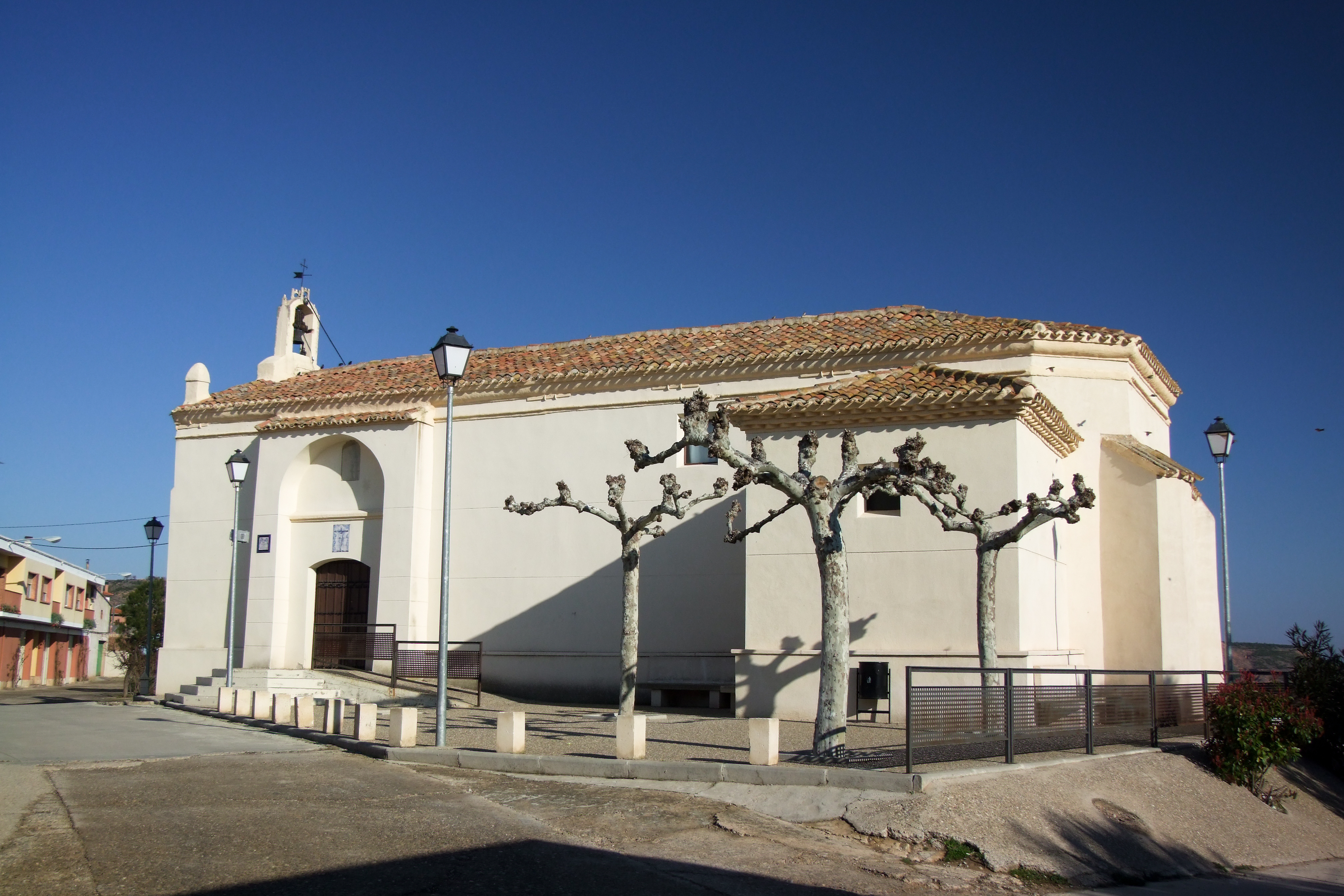
Ermita del Cristo de los Buenos Temporales

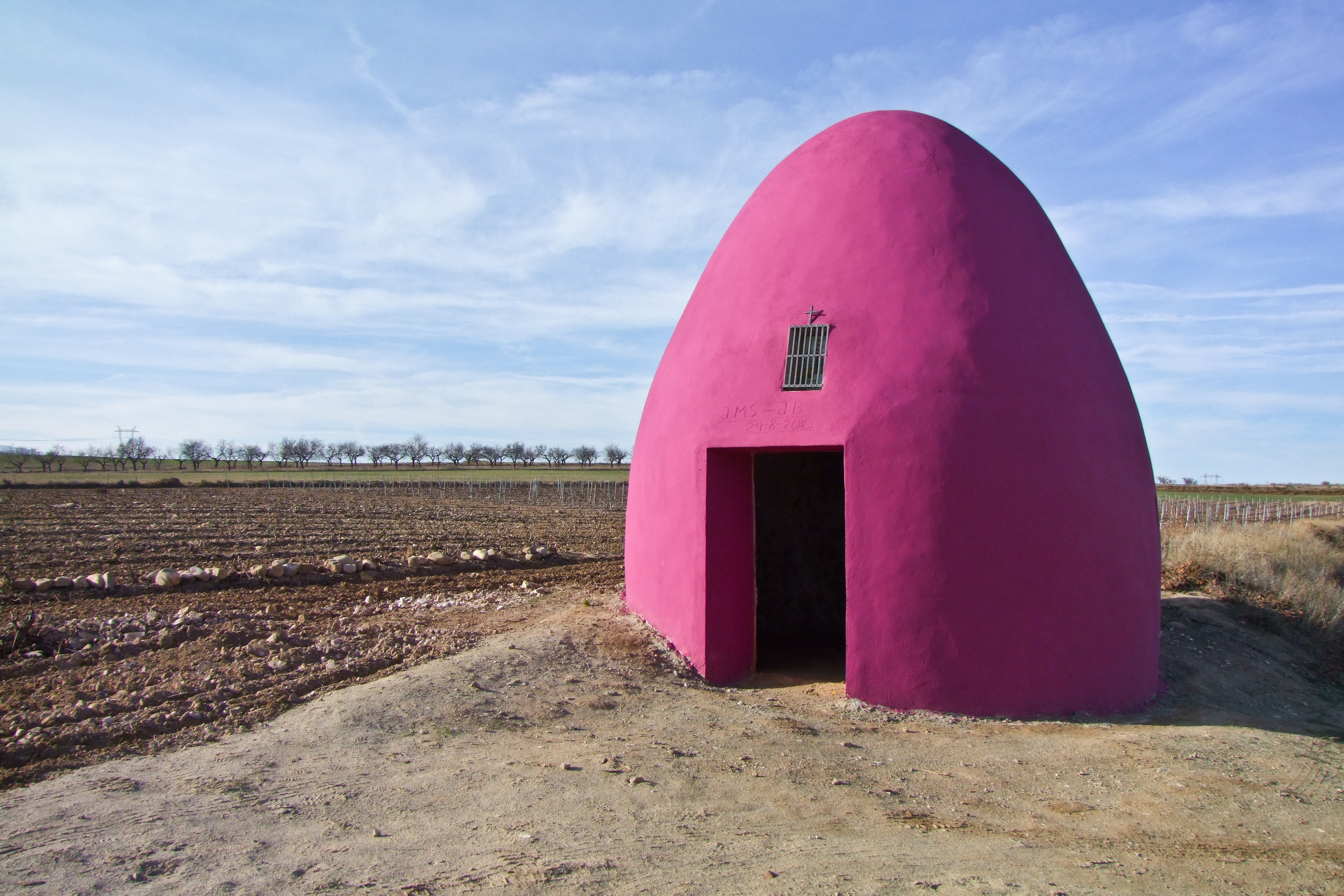
El Chozo del Cura-oratorio de San Isidro

- Iglesia de la Anunciación de Santa María: construida a principios del siglo XVI con piedra de sillería. Campanario de espadaña. Interior con techo de bóvedas de crucería estrellada gótica-levantina.

Retablos barrocos del siglo XVII. Se restauró en 1959 por 85.000 pesetas quitando yesos pintados y sacando toda la piedra a cara vista. La actual imagen de La Anunciación que se saca en procesión fue donada por Soledad Cordón Mateo y familia en 1950.
- Ermita del Cristo de los Buenos Temporales: Construida de ladrillo macizo en el siglo XVIII. Era diario el toque de campanillo por la mañana, al mediodía y a las 6 de la tarde.
- El Chozo del Cura: Guardaviñas de construcción ovalada de cal y canto con mirillas, situado en el término del Agua Mala. Encima de la puerta tiene pintada en azulejos la imagen de San Isidro protegida con una reja. En el siglo XIX la finca era viña.

Este guardaviñas se llama así porque su propietario Tomás Cordón y Vea al enviudar se hizo cura y fue Arciprestre de Arnedo en la década de 1880.
En el año 1955 lo compró con la finca, de unas 12 fanegas, Enrique Gil Sáenz Tejada por 15.000 pesetas a Petra Cordón y López de Ocariz, hija de José María Cordón Estecha y nieta del cura.
- La Fuente: Fuente de piedra de sillería construida en 1923 por el cantero vasco llamado Olabarría. Cuenta con cuatro caños, abrevadero y lavadero.

Anteriormente hubo una fuente con lavadero en lo que hoy es carretera N-232 en el cruce con el camino de La Aguadilla, hoy calle La Paz, anteriormente calle la Fuente.
En la riada que hubo en 1919, la arrasó y se llevó el lavadero, por lo que se hizo la actual fuente de 1923.
- La Ampudia: Más conocida como La Ampiuda o Lampiuda, está situada en el antaño llamado carretil de Navarra, próxima al antiguo bebedero del Jaque.

Construida con piedra de sillería, sus canalizaciones, son de la época celtibérica. Su manantial, no se ha secado nunca y su agua es famosa en la comarca para cocer diversos guisos.
En la sequía de 1948 se secaron todas las fuentes menos esta y el Ayuntamiento colocó en ella una puerta con llave para cerrarla durante la noche.
- La Capilla del Pilar: Construida junto a la calzada romana y Camino de Santiago que venía de Zaragoza (hoy cuneta de las piscinas). Se destruyó al ensanchar la carretera N232.
- El Ayuntamiento: Situado en la plaza de la Constitución con escudo de armas en su fachada con la inscripción "ARNEDOS Y MERINOS DE PESQUERA 1649".
- La Casa del Médico: En el año 1945, el gobernador civil de la provincia manda un escrito para que el Ayuntamiento compre los terrenos necesarios para la construcción de un Centro Rural de Higiene. Se inauguró en 1953. Actualmente hay un nuevo centro médico en la plaza del pueblo.

## Economía
Las tierras de El Villar de Arnedo están dedicadas principalmente al cultivo de viñas, almendros, olivos y cereal. Todo es secano a pesar de tener el río Ebro a unos 5 kilómetros de distancia.

### Evolución de la deuda viva
El concepto de deuda viva contempla sólo las deudas con cajas y bancos relativas a créditos financieros, valores de renta fija y préstamos o créditos transferidos a terceros, excluyéndose, por tanto, la deuda comercial.
| Gráfica de evolución de la deuda viva del ayuntamiento entre 2008 y 2014                             |
| |
| Deuda viva del ayuntamiento en miles de Euros según datos del Ministerio de Hacienda y Ad. Públicas. |

## Fiestas
El 25 de marzo se celebran fiestas en honor de Nuestra Señora de la Anunciación (la Virgen de marzo). Son tradicionales las hojarascas, dulce típico villarejo, y durante estas fiestas se celebran hogueras, verbenas, conciertos y encierros.
El 14 de septiembre hay fiestas en honor del Bendito Cristo de los Buenos Temporales. La Función del Cristo se celebra con conciertos, degustaciones, encierros, deportes (pelota mano).